# Markus M. Ronner
Markus M. Ronner (* 21. Juni 1938 in Bern; † 26. Februar 2022) war ein Schweizer Theologe, Publizist und Journalist. Bekannt wurde Ronner mit zeitkritischen Aphorismen und einer Reihe von Zitate-Handbüchern.

## Beruflicher Werdegang
Der Pfarrerssohn Markus Ronner studierte in Zürich und Bonn Philosophie, Religionsgeschichte, Kirchengeschichte sowie Altes und Neues Testament. Während des Zweiten Vatikanischen Konzils war er Beobachter und Kommentator mehrerer Schweizer Zeitungen und Zeitschriften. Er trat in die Redaktion der Basler Nachrichten ein.
Zwei Jahre lang leitete er die außenpolitische Redaktion der Zürichsee-Zeitung (1964/65), ab 1966 die des Schweizer Rundfunks (Echo der Zeit) und wurde sodann Chefredaktor der Weltwoche, bei der er von 1970 bis 1980 als Blattmacher für das Thema Deutschland-Politik sowie für die Medienkritik verantwortlich zeichnete.
1982 wurde Ronner Verlagsdirektor, anschliessend publizistischer Leiter des Zürcher Verlagshauses Jean Frey AG und persönlicher Verleger-Berater. Daneben arbeitete er als Texter und Drehbuchautor für ZDF, ORF, ARD und RTL und war bis 1994 Ghostwriter von Thomas Gottschalk.
1986/87 war er Autor des «Prominenten-Gesprächs» in der SonntagsZeitung, 1993/94 Kolumnist der Welt. Ab 1994 war er als Kolumnist und Texter diverser deutschsprachiger Zeitungen, als Berater von Zeitungsmachern und als Buchautor tätig.

## Privates
Ronner heiratete 1968 die Radio-Redaktorin Ursula Krähenbühl. Mit ihr lebte er in Küsnacht und auf Sylt.

## Werke

### Politik
- Aktive Neutralität. Paul Haupt, Bern 1967.

### Satiren / Aphorismen / Glossen
- Moment mal! Aphorismen. Benteli, Bern 1974.
- Satiren, Burlesken, Sarkasmen. Jean Frey, Zürich 1975.
- Elegien, Eskapaden, Kapriolen, Humoresken. Jean Frey, Zürich 1977.
- Auch das noch! Glossen. Benteli, Bern, 1979.

### Porträts / Interviews / Wider-Sprüche
- Imaginäre Interviews. Begegnung mit lebender und überlebter Prominenz. Mit Karikaturen von Armin Schäffer. Edition C, Herisau 1980.
- Wider-Sprüche. Zitierte und antizitierte Prominenz. Haffmans, Zürich 1994.
- Nahaufnahmen. 40 Porträts prominenter Zeitzeugen. Die besten Ronner-Kolumnen aus der „Welt“. Edition Ferenczy bei Bruckmann, München 1995.

### Nachschlagewerke / Zitate / Pointen
- Die treffende Pointe. Humoristisch-satirische Geistesblitze des 20. Jahrhunderts. Ott, Thun 1974. (2. Auflage 1975; 3. Auflage 1979).
- Neue treffende Pointen. 10.000 weitere Geistesblitze des 20. Jahrhunderts. Ott, Thun (1978; 2. Auflage 1980).
- Treffende Pointen ums liebe Geld. Ott, Thun 1985.
- Der treffende Geistesblitz. 10.000 Aphorismen, Pointen und Bonmots des 20. Jahrhunderts. Ott, Thun 1990.
- Zitate zu Lesen & Schreiben mit Zeichnungen von Ivan Steiger. Zytglogge, Bern 1990.
- Die besten Pointen des 20. Jahrhunderts. Gondrom, Bindlach 1990, ISBN 3-8112-0670-2.
- Die richtige Pointe. Wissen, Herrsching 1991.
- Lexikon der treffenden Pointen. 10.000 satirische Geistesblitze des 20. Jahrhunderts. Ullstein, Frankfurt am Main; Berlin 1995. (Nachdruck von 'Neue treffende Pointen', 1978).
- Zitaten-Lexikon des 20. Jahrhunderts. Carta, Zürich 1998. (2. Auflage, Orell Füssli, Zürich 2003, ISBN 978-3-280-05050-7).
- Treffende Pointen zu Geld und Geist. Zeitgenössische Zitate von A wie Abfindung bis Z wie Zweitwohnung. Ott, Thun 2000.